# Estación de Tarōbōgū-mae
La Estación de Tarōbōgū-mae (太郎坊宮前駅 Tarōbōgū-mae-eki?) es una estación de ferrocarril localizada en Higashiōmi, Shiga, Japón. 
Aunque la compañía Ohmi Railway usa el nombre Tarōbōgū-mae (sonido largo para la primera "o") en su página web, en la estación su nombre se muestra como Tarobōgū-mae (sonido corto para la primera "o") en escritura japonesa. Ambas lecturas están aceptadas.
La estación recibe su nombre de Tarōbō-gū, también conocido como Aga-jinja (阿賀神社), un santuario sintoísta cercano a la estación.

## Líneas
- Ohmi Railway
  - Línea Yōkaichi

## Historia
- 29 de diciembre de 1913 - Apertura de la estación de Tarobō
- 1 de abril de 1998 - Estación de Tarobō renombrada a "Estación de Tarōbōgū-mae"

## Alrededores
- Aga-jinja
- Ruta Nacional 421

## Estaciones adyacentes
| «                           | «              | Servicio       | »              | »              |
| Línea Yōkaichi              | Línea Yōkaichi | Línea Yōkaichi | Línea Yōkaichi | Línea Yōkaichi |
| --------------------------- | -------------- | -------------- | -------------- | -------------- |
| Shin-Yōkaichi               |                | Local          |                | Ichinobe       |
| Servicio rápìdo: Sin parada |                |                |                |                |